# Ișalnița
Ișalnița est une commune roumaine située dans le județ de Dolj.